# Cr1TiKaL
Charles Christopher White Jr. lepiej znany jako MoistCr1TiKaL, Cr1TiKaL lub penguinz0, (ur. 2 sierpnia 1994) – amerykański YouTuber, streamer na Twitchu i muzyk. Najbardziej znany jest ze swoich filmów commentary i transmisji na żywo dotyczących cyberkultury i gier wideo. Treści tworzone przez White'a charakteryzują się jego monotonnym, głębokim głosem i śmiertelnie poważnym komediowym stylem. Ponadto White jest współzałożycielem i współwłaścicielem organizacji e-sportowej Moist Esports oraz członkiem muzycznego duetu The Gentle Men.
W czerwcu 2023 kanał Cr1TiKaL'a na platformie YouTube osiągnął 9,47 miliarda wyświetleń i ponad 15 miliona subskrypcji, utrzymując średnio 151,4 miliona wyświetleń miesięcznie. Jego kanał na Twitchu ma 5,4 milionów obserwujących oraz ponad 59,32 miliona wyświetleń.

## Kariera internetowa

### Wczesne lata (2006–2017)
White zaczął tworzyć filmy na YouTube w 2006 roku, najczęściej przesyłał filmy omawiające anime, a także AMV i GMV (Gacha music video). 7 maja 2007 roku stworzył kanał na YouTube o nazwie penguinz0. Od końca 2009 do początku 2010 roku prowadził streamy na platformie Justin.tv.
W 2013 roku serwis Tubefilter zacytował wypowiedź White'a krytykującą nowy system komentarzy YouTube, który wymagał konta Google+ do komentowania filmów. Po ośmiu latach anonimowości, White w 2015 roku upublicznił swoje konto na Snapchacie o nazwie „big_moist”, ujawniając przy tym swoją twarz, a 5 marca 2017 roku przesłał pierwszy film, na którym była ona widoczna. Na początku 2015 roku White zaczął omawiać bardziej różnorodne tematy, w tym dramy internetowe. Uwagę mediów zwrócił swoimi filmami commentary, w których często dyskutował na temat platform internetowych, będąc przy tym bardzo krytycznym wobec zasad YouTube. W grudniu 2016 roku White zaczął współprowadzić The Official Podcast z innymi twórcami internetowymi takimi jak: Zealot, Huggbees i Kaya Orsan.
Media rzadko odwoływały się do filmów gameplay White'a. Bangladeski The Daily Star wspomniał o jego filmie z 2015 roku na temat Ark: Survival Evolved. The Daily Dot napisał, że White jest znany ze swoich „sardonicznych komentarzy”. W lutym 2016 roku The Guardian w artykule omawiający kontrowersje dotyczące React World Fine Brothers zamieścił film White'a komentującego sytuację. Kotaku odniósł się do wideo White'a z 2017 roku demonstrującego personalizację postaci w Mass Effect: Andromeda.

### Transmisje na żywo w serwisie Twitch i ciągły rozwój (2018–obecnie)
White nadal tworzy treści omawiające wydarzenia oraz społeczności na platformach internetowych. W styczniu 2018 roku White zwrócił się do administracji YouTube, która usunęła jego wideo omawiające kontrowersyjny film Logana Paula, w którym Paul nagrał powieszonego mężczyznę w lesie samobójców. Do marca 2018 roku kanał White'a na platformie YouTube miał dwa miliony subskrybentów. W maju wideo White'a przedstawiające jamę z 5400 piłkami, którą zrobił dla swojego husky Tetry, stało się popularne w mediach, a Press Association przeprowadziło z nim wywiad na temat filmu. W 2018 roku White zaczął prowadzić streamy na Twitchu. W marcu 2020 podczas lockdownu związanego z pandemią COVID-19, wraz z YouTuberem Alpharadem był współgospodarzem internetowego turnieju Super Smash Bros. Ultimate na swoim kanale Twitch.
Pod koniec 2020 roku popularność White'a wzrosła dzięki jego transmisjom Twitch o szachach i Among Us (które zyskiwało wtedy wzrost popularności) ze znanymi streamerami, takimi jak Sykkuno, Pokimane, Nigahiga, Valkyrae, Trainwreckstv i Disguised Toast. W czerwcu White wziął udział w pierwszym edycji turnieju szachowego PogChamps, którego gospodarzem było Chess.com. Wygrał „jedną z bardziej wyczekiwanych gier” w turnieju, pokonując xQc(streamera z Twitcha) w sześciu ruchach. Według serwisu Dot Esports ta rozgrywka była jednym z pięciu „największych momentów streamingu w 2020 roku”, a klip ze zwycięstwem White'a stał się jednym z najczęściej oglądanych w historii Twitcha, do 24 grudnia 2020 roku zyskując ponad 1,9 miliona wyświetleń. White zwyciężył w finałach pocieszenia (ang. consolation finals). Pod koniec października White uczestniczył w transmisjach na żywo Among us z członkinią kongresu USA Alexandrii Ocasio-Cortez.
W listopadzie White podpisał umowę z BroadbandTV Corp (BBTV), aby zostać partnerem merytorycznym firmy. W tym samym miesiącu White mówił na swoim kanale YouTube o wzroście liczby zarzutów skierowanych do streamerów na Twitchu związanych z DMCA. W grudniu White wziął udział w wydarzeniu „Pokémon week” na Twitchu, podczas którego kilku twórców prowadziło transmisje, gdzie otwierali pudełka z kartami Pokémon. W styczniu 2021 roku White zaczął prowadzić teleturniej zatytułowany Hivemind z innym streamerem Ludwigiem Ahgrenem na Twitchu.
22 lutego 2021 roku były YouTuber MaximilianMus usunął swój kanał YouTube po tym, jak White nazwał go „najgorszym YouTuberem” w jednym ze swoich filmów. White był krytyczny wobec Musa za złośliwe raidy (ang. raids) na kanały na Twitchu i twierdził, że jego publiczność udostępniała dziecięcą pornografię za pośrednictwem serwerów Discord i jego subreddita. W maju tego samego roku MaximilianMus przywrócił swój kanał i oskarżył White'a o pomówienia. W październiku 2021 roku White wziął udział w turnieju charytatywnym Nickelodeon All-Star Brawl, którego gospodarzem byli Alpharad i Coney of Panda Global.
31 grudnia 2022 roku White opublikował wideo, w którym wyraził zainteresowanie zakupem Machinimy.

## Inne przedsięwzięcia
W 2019 roku White i Troy McKubre z zespołu Solstate założyli muzyczny duet o nazwie The Gentle Men. The Gentle Men wydali swój debiutancki album The Evolution of Tears w 2021 roku. W 2019 roku White wraz ze swoim przyjacielem Mattem Philipsem założył Human Media Group, amerykańską sieć partnerską. Sieć zapewnia twórcom internetowym umowy z markami i zespoły prawne. W lipcu 2021 roku White wydał pierwszą część serii powieści graficznych zatytułowaną GODSLAP, którą stworzył wraz z autorką Stephanie Phillips i artystą Ricardo Jaime. Powieść została opublikowana przez Meatier Productions. White wyraził zainteresowanie rozszerzeniem serii poza komiksy i zasugerował, że animowana adaptacja może już być w produkcji. Animowany film krótkometrażowy został wydany w czerwcu 2022 roku, aby pomóc w promocji powieści graficznej.
W sierpniu 2021 roku White założył nową organizację e-sportową o nazwie Moist Esports. Gracz Kolawole "Kola" Aideyan został pierwszym członkiem Moist Esports. Następnie wygrał turniej Super Smash Bros. Ultimate pod nazwą "Moist Kola". 8 sierpnia 2022 roku organizacja gamingowa One True King wraz z White ogłosiła założenie firmy technologicznej Starforge Systems, która koncentruje się na budowaniu komputerów. Firma szybko spotkała się z krytyką ze względu na rzekomo wysokie ceny swoich produktów wkrótce po tym obniżyła ceny o 100 USD. Również w sierpniu 2022 roku White i dwie inne popularne osobowości YouTube, Gina „Gibi ASMR” Klein i Tyler „Jimmy Here” Collins, utworzyli własną agencję talentów, Mana Talent Group, skupiającą się na twórcach internetowych.

## Życie prywatne
White urodził się 2 sierpnia 1994 roku w Tampie na Florydzie. Uczęszczał do Carrollwood Day School i był członkiem uniwersyteckiej drużyny koszykówki. White miał nawracającą odmę opłucnową w lewym płucu, które zapadło się trzykrotnie, zanim przeszedł operację w 2011 roku. Jako nastolatek cierpiał również na zaburzenia obsesyjno-kompulsyjne i stwierdził, że w rezultacie wykonywał „dziwne rytuały”. White uczęszczał na Uniwersytet w Tampie i uzyskał tytuł licencjata w dziedzinie nauk humanistycznych, ze szczególnym uwzględnieniem fizjologii wysiłku fizycznego.

## Filmografia

### Filmy
| Rok  | Tytuł                                | Rola                 | Notatki        | Przyp. |
| ---- | ------------------------------------ | -------------------- | -------------- | ------ |
| 2014 | Igrzyska śmierci: Kosogłos – część 1 | Pomocnik Dystryktu 8 | Statysta       | [ 72 ] |
| 2021 | Ostatni z absolwentów                | Oficer Greg          | And much more. | [ 73 ] |

### Internet
| Rok  | Tytuł           | Rola           | Notatki                            | Przyp. |
| ---- | --------------- | -------------- | ---------------------------------- | ------ |
| 2016 | Butter Lover    | Kasjer, klient |                                    | [ 74 ] |
| 2020 | Kiler Wymiatacz | Kesslera       | Głos; seria internetowa; odcinek 1 | [ 75 ] |

### Podcast
| Rok            | Tytuł                | Rola           | Notatki | Przyp. |
| -------------- | -------------------- | -------------- | ------- | ------ |
| 2016 – obecnie | The Official Podcast | współgospodarz |         | [ 76 ] |

### Gry Wideo
| Rok  | Tytuł                                             | Rola                | Notatki      | Przyp. |
| ---- | ------------------------------------------------- | ------------------- | ------------ | ------ |
| 2014 | Tropico 5                                         | amerykańscy turyści | Rola głosowa | [ 77 ] |
| 2015 | Lucius II: The Prophecy                           | Job Gilman          | Rola głosowa | [ 78 ] |
| 2016 | Anima: Gate of Memories                           | Zero mask           | Rola głosowa | [ 79 ] |
| 2016 | Move or Die                                       | Spiker              | Rola głosowa | [ 80 ] |
| 2018 | Anima: Gate of Memories – The Nameless Chronicles | Zeromask            | Rola głosowa | [ 81 ] |
| 2018 | Lucius III                                        | Ceefor Bonaparte    | Rola głosowa | [ 74 ] |

## Nagrody i nominacje
| Rok  | Ceremonia           | Kategoria                     | Wynik     | Przyp. |
| ---- | ------------------- | ----------------------------- | --------- | ------ |
| 2022 | The Streamer Awards | Najlepszy różnorodny streamer | Wygrana   | [ 82 ] |
| 2022 | Streamy Awards      | Najlepszy różnorodny streamer | Nominacja | [ 83 ] |